# Ley Federal de Reforma Agraria Dos
Ley Federal de Reforma Agraria Dos är en ort i Mexiko.   Den ligger i kommunen La Paz och delstaten Baja California Sur, i den västra delen av landet, 1 300 km väster om huvudstaden Mexico City. Ley Federal de Reforma Agraria Dos ligger 80 meter över havet och antalet invånare är 117.
Terrängen runt Ley Federal de Reforma Agraria Dos är platt. Runt Ley Federal de Reforma Agraria Dos är det glesbefolkat, med 20 invånare per kvadratkilometer. Närmaste större samhälle är NCPE Conquista Agraria, 2,6 km söder om Ley Federal de Reforma Agraria Dos. Omgivningarna runt Ley Federal de Reforma Agraria Dos är i huvudsak ett öppet busklandskap.